# SolidaritéS
solidaritéS ist eine politische Partei in der Schweiz, die linkssozialistisch ausgerichtet ist. Sie wurde 1992 gegründet und ist in der Romandie vor allem in Genf aktiv. Von 1999 bis 2007 und von 2019 bis 2023 stellte sie einen Abgeordneten bzw. eine Abgeordnete im Nationalrat. Viele ihrer Mitglieder stammen aus der Sozialistischen Arbeiterpartei, der aufgelösten schweizerischen Sektion der Vierten Internationalen, und sympathisieren nach wie vor mit dieser. Die solidaritéS ist neben der Partei der Arbeit der Schweiz die am weitesten links stehende Partei in der Schweiz. Sie stellt derzeit Abgeordnete in den Kantonsparlamenten von Genf und Waadt. Die Mandate in Neuenburg gingen bei der letzten Wahl 2021 verloren. Eines ihrer politischen Ziele ist die Erneuerung des Marxismus. Die Partei war 2007 Teil des nationalen Wahlbündnisses À Gauche toute!/Linke Alternative. Seither ist sie Teil des Nachfolgebündnisses Ensemble à Gauche.
Die Solidarités waren an der 2010 gegründeten Dachorganisation und nationalen Partei Alternative Linke beteiligt, welche 2018 aufgelöst wurde.